# Nuôi hàu

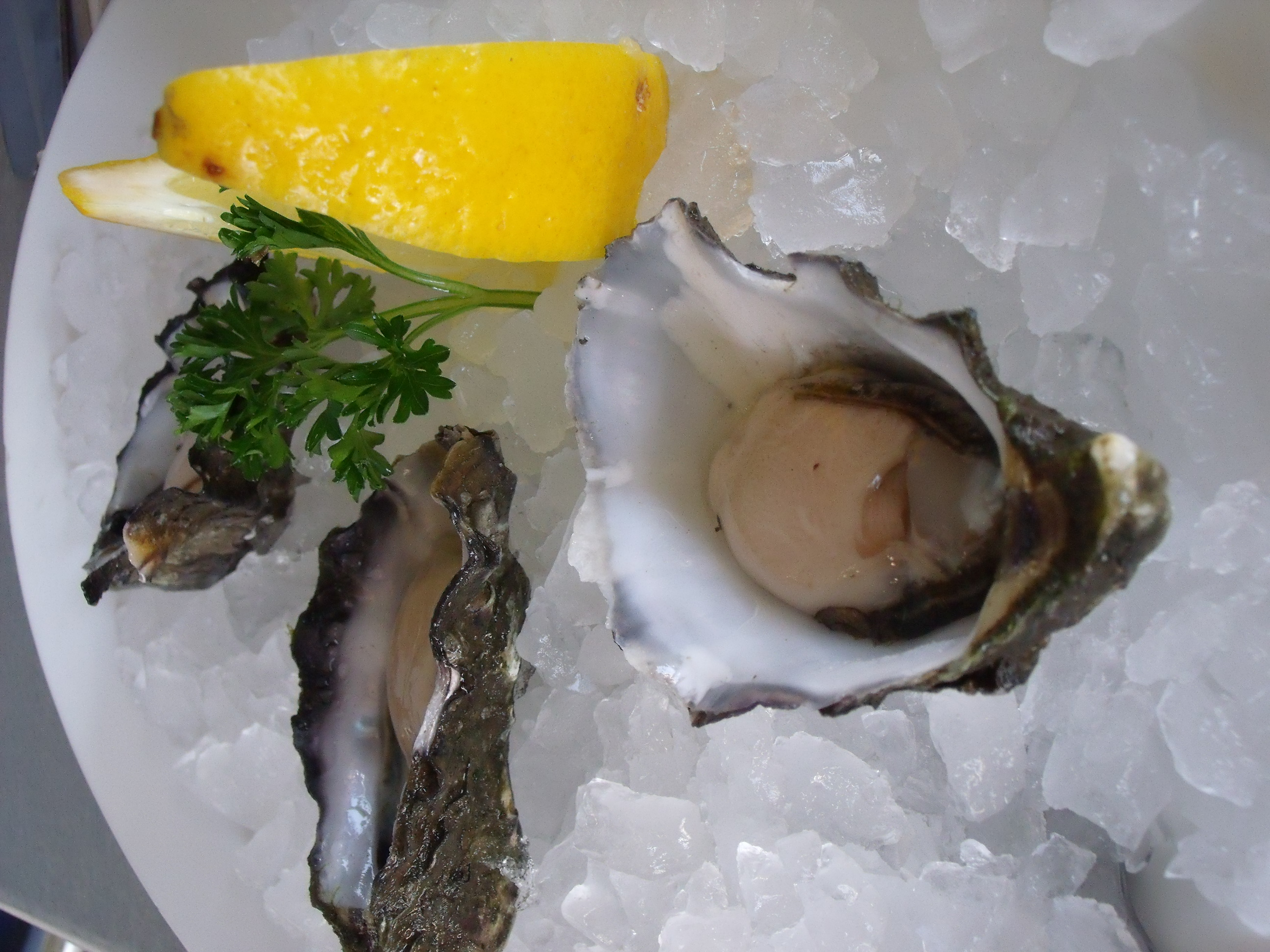
Một món hàu sống

Nuôi hàu là hoạt động nuôi trồng thủy sản (nuôi trồng hải sản) thông qua việc thực hành nuôi những con hàu để con người tiêu thụ. Thịt hàu sống là một thực phẩm rất giàu chất bổ và kích thích tố, đặc biệt là chứa nhiều kẽm. Hàu biển là loại đồng vật giàu kẽm nhất, mỗi 100g hàu tươi có chứa đến 25 mg kẽm, trong khi đó lượng kẽm trong 100 g thịt chỉ là 5,2 mg và 0,8 mg trong 100g cá tươi. 

## Tổng quan
Thịt hàu sống là một món ăn khoái khẩu và là một thực phẩm rất giàu chất bổ và kích thích tố, đặc biệt là chứa nhiều kẽm - đây là khoáng tố quan trọng rất cần thiết cho quá trình sản xuất tinh trùng, giúp tăng cường hệ miễn dịch. Mỗi con hàu cỡ trung bình có thể chứa 13mg kẽm.

### Thành phần

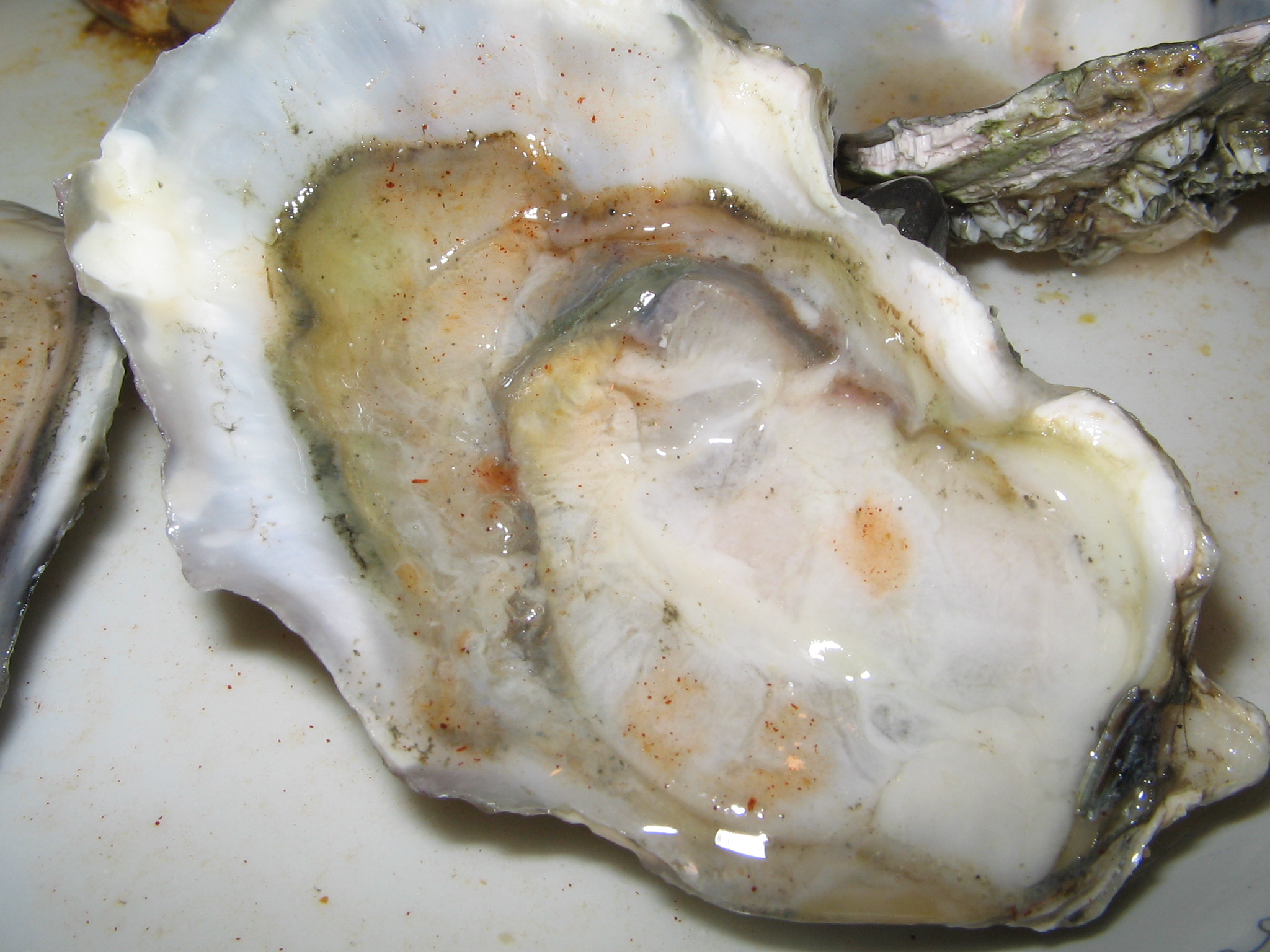
Một con hàu tươi

Theo nghiên cứu của các nhà khoa học hiện đại, con hàu có giá trị dinh dưỡng rất cao, mỗi 100g thịt hàu gồm có:
- 10,9g protein
- 1,5g chất béo
- 375 mg kali
- 270 mg natri
- 35 mg calci
- 10 mg magnesi
- 5,5 mg sắt
- 47,8 mg kẽm
- 11,5 mg đồng
- 100 mg phosphor
- Vitamin A, B1, B2, Acid taurine và các vi nguyên tố khác
- Lượng Iod cao gấp 200 lần so với sữa bò và lòng đỏ trứng.
- Trong thịt hàu còn có các amino acid và nhiều chất hoạt tính đặc biệt chỉ có trong sinh vật của biển cả.

### Công dụng
Theo y học cổ truyền, thịt hàu có vị ngọt hơi mặn, tính mát, không độc, tác dụng tráng dương, bổ tinh, tư âm dưỡng huyết, ăn vào trị được chứng mất ngủ do nhiệt, người nóng khô khát, hoa mắt, chóng mặt, phụ nữ rối loạn tiền mãn kinh, phụ nữ sau sinh thiếu sữa, thiếu máu ăn hàu rất tốt, nam giới có chứng di mộng tinh, hoạt tinh, yếu sinh lý, liệt dương, hiếm muộn.
Hàu được chế biến thành một số món ăn ngon như: Hàu chấm mù tạt, Hàu nướng trui:Hàu nướng mỡ hành: Hàu nướng bơ: Hàu nấu cháo: gỏi hàu... Riêng tại nước Mỹ loại hải sản này được yêu thích đến nỗi hằng năm rất nhiều thị trấn miền Đông thường tổ chức những ngày hội mà họ gọi là Oyster festival, tiêu thụ hàng trăm ngàn con hàu chỉ trong vài ngày.
Ăn thịt hàu sống rất dễ nhiễm vi khuẩn hoặc ký sinh trùng gây bệnh. Khi ăn món hàu sống, cần chú ý các điều sau đây dù tác dụng của hàu đã được chứng minh và được xem là món ăn quý:
- Không dùng cho người tì vị yếu, khó tiêu hay bị tiêu chảy; người bị đau dạ dày, viêm ruột.
- Thành phần của mù tạt là tinh dầu ép từ hạt của cây cải bẹ, có vị cay nồng, tính ôn, kích ứng niêm mạc mắt gây chảy nước mắt, gây nóng rát trong vòm họng và kích thích niêm mạc đường mũi. Do đó, đừng nên dùng nhiều mù tạt trong khi ăn hàu.
- Thịt hàu tốt cho sức khỏe nhưng nếu ăn thịt hàu sống thì sẽ rất dễ nhiễm phải các vi khuẩn hoặc ký sinh trùng gây bệnh. Đây cũng chính là một trong những nguyên nhân gây ra nhiều trường hợp ngộ độc thực phẩm do ăn hải sản tươi sống. Do đó, tốt nhất nên nấu chín để bảo đảm an toàn cho sức khỏe.

### Nguy hiểm
Là loại hải sản rất giàu đạm, kẽm, dễ tiêu. hay sống ở các vùng ven biển, cửa biển nên có thể nhiễm các loại vi khuẩn, ký sinh trùng, trong đó có sán. Nếu hàu được đánh bắt trong mùa biển có tảo độc thì nó còn có thể nhiễm tảo độc và gây ngộ độc, tiêu chảy cho người ăn hàu sống. Hàu còn là một trong những loại thực phẩm gây ra nguy cơ đột quỵ cao. Trong hàu sống có chứa 2 vi sinh vật gây bệnh là Norovirus và Vibrio, trong đó norovirus, có thể gây ra viêm ruột, viêm dạ dày, còn vibrio là một loại vi khuẩn gây ra bệnh tả với những triệu chứng như sốt cao, sốc nhiễm trùng, phồng rộp da, thậm chí tử vong do nhiễm trùng máu.

## Nguy cơ

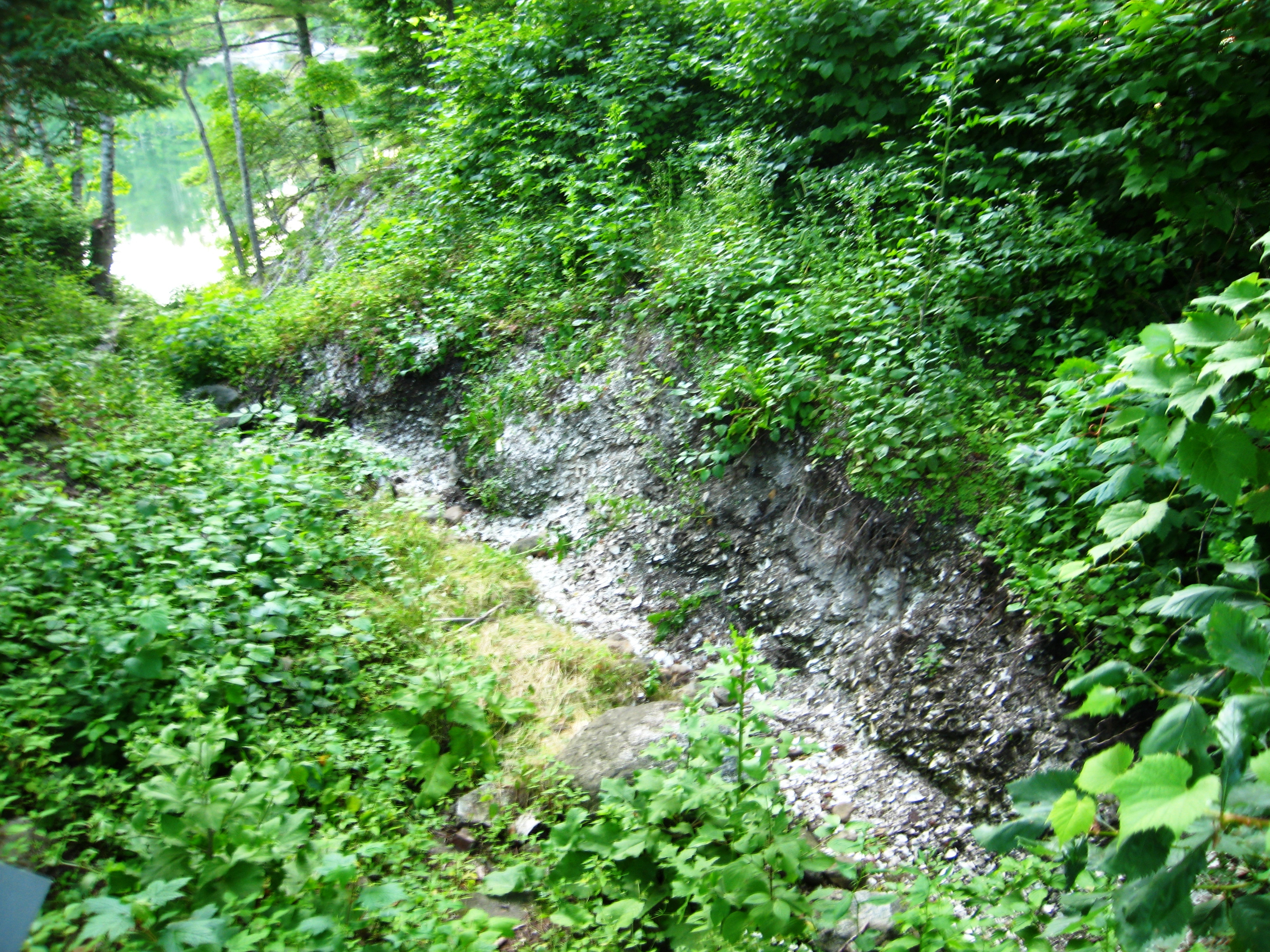
Một vùng sinh sống của loài hàu

Ngày nay, Loài hàu đang suy giảm nhanh chóng do môi trường sống của loài hàu trên khắp thế giới đang bị đe dọa. Loài động vật thân mềm này đang biến mất rất nhanh...Ước tính có đến 85% những rặng san hô – nơi hàu sinh sống bị phá hủy bởi dịch bệnh cùng sự khai thác quá mức, khoảng 85% hệ cư trú san hô của loài hàu đã biến mất. Vịnh Mexico là nơi đánh bắt hàu nhiều nhất thế giới mặc cho sự suy giảm của loài và vùng san hô. Năm vùng đánh bắt hàu nhiều nhất thế giới nằm ở phía đông của Bắc Mỹ, từ bờ biển Virginia kéo về phía Nam. Nguyên nhân suy giảm loài hàu do sự đánh bắt bằng lưới rà phá hủy cấu trúc của rặng san hô khiến loài hàu dễ bị tổn hại đối với những biến đổi môi trường. Ngoài ra còn do sự xâm nhập và mang theo dịch bệnh của những giống hàu ngoại lai.